# Актас (Бадамский сельский округ)
Актас (каз. Ақтас) — упразднённое село в Сайрамском районе Туркестанской области Казахстана. В 2014 году включено в состав города Шымкент и исключено из учетных данных. Входило в состав Бадамского сельского округа. Код КАТО — 515239300.

## Население
В 1999 году население села составляло 317 человек (168 мужчин и 149 женщин). По данным переписи 2009 года, в селе проживали 524 человека (275 мужчин и 249 женщин).